# José Hervás
José Hervás Garcés (Albacete, 1 de abril de 1951) es un periodista español. Con una larga trayectoria de cuarenta años en Televisión Española, donde fue presentador de informativos o corresponsal en varios organismos y países de Europa, fue uno de los periodistas más reconocidos del ente público, de donde se retiró en marzo de 2021.

## Biografía
Nació en Albacete el 1 de abril de 1951. Licenciado en Filosofía y Letras y diplomado en Estudios Europeos por el Colegio de Europa de Brujas (Bélgica), ha desarrollado buena parte de su carrera periodística dentro de Televisión Española. Durante la década de los 80 y principios de los 90 trabajó como corresponsal en varios organismos de Europa, cubriendo eventos en la Comisión Europea y la OTAN; y como corresponsal nacional en Bélgica, Países Bajos y Reino Unido. En la misma cadena fue además presentador de la tercera edición del Telediario.
En la década de 1990 trabajó como director de comunicación exterior de Banesto, director del semanario La Voz de Albacete, comentarista en la COPE y comentarista en Radio Inter.
Fue nombrado director del periódico Estrella digital en septiembre de 2001, sustituyendo a José Antonio Martínez Vega, cargo que ocupó hasta 2008. Previamente estuvo involucrado en la fundación de dicho periódico, el primero totalmente digital en España.
Desde 2008 colabora en el programa La noche en 24 horas analizando y avanzando las portadas de los principales periódicos junto a la mesa de comentaristas invitados.
En 2003 fue distinguido por la Casa de Castilla-La Mancha en Madrid como castellanomanchego del año en reconocimiento a su carrera periodística durante más de 35 años.